# Thomas Stearns Eliot
Thomas Stearns Eliot (St. Louis, 26. rujna 1888. – London, 4. siječnja 1965.), engleski pisac američkog porijekla.
Jedan od najpoznatijih europskih pjesnika 20. stoljeća, dobitnik mnogih nagrada, među njima Nobelove 1948. i Goetheove 1954. Nosilac 16 počasnih doktorata.

## Životopis

### Mladost i obrazovanje
Eliot je rođen u istaknutoj obitelji u St. Louisu u Missouriju. Njegov otac, Henry Ware Eliot (1843 - 1919), bio je uspješan biznismen. Njegova majka, Charlotte Champe Stearns (1843 - 1929), je pisala poeziju i radila kao socijalna radnica. Eliot je bio najmlađi od šestero djece. Ime je dobio po djedu. Rodbina i prijatelji su ga zvali Tom.
Eliot je od 1898. do 1905. pohađao akademiju Smith, školu za dječake, gdje je studirao latinski, grčki, francuski i njemački. Od rane dobi pokazivao je izvanrednu nadarenost za pisanje poezije. Isprva je pisao pod utjecajem Omara Khayyama. Nakon završetka akdemije, od 1906. je pohađao sveučilište Harvard i diplomirao nakon tri godine, umjesto uobičajenih četiri. Kasnije je radio kao asistent na sveučilištu. Počeo objavljivati svoje pjesme u sveučilišnom časopisu kojem je postao urednikom. U to vrijeme je počeo čitati o simbolističkom pokretu u književnosti i prvi se put upoznao s imenima poput Rimbauda i Verlainea. Tijekom studija je prijateljevao s Conradom Aikenom. Od 1910. do 1911. je živio u Parizu i na Sorboni slušao predavanja o filozofiji i jeziku. Između ostalih slušao je predavanja Henrija Bergsona i Alain-Fourniera. 1911. se vratio na Harvard da bi doktorirao filozofiju. Proučavao je budizam i hinduizam te indijsku kulturu. Da bi mogao čitati religijske tekstove, naučio je sanskrt.
1914. je dobio stipendiju za Merton College na sveučilištu Oxford. Prije toga je posjetio njemački grad Marburg, a nakon izbijanja Prvoga svjetskog rata je otišao u London te se vratio na Oxford. Početkom 1915. se sastao s guvernantom Vivienne Haigh-Wood. Vjenčali su se 26. lipnja iste godine.
Nakon kratkog posjeta rodbini u SAD-u vratio se u London gdje je počeo raditi kao učitelj i predavač na Londonskom sveučilištu. Njegov prijatelj, filozof Bertrand Russell pokazivao je zanimanje za Vivienne te je moguće da su njih dvoje imali aferu.
Nakon što je napustio Merton, Eliot je radio kao učitelj u školi Highgate, a kasnije na Kraljevskoj gimnaziji u High Wycombeu. 1917. je prihvatio položaj u Lloydsovoj banci. U kolovozu 1920. je u Parizu u društvu Wyndhama Lewisa sreo Jamesa Joycea s kojim je ubrzo postao dobar prijatelj. Godine 1925. je počeo raditi za izdavačku kuću Faber and Gwyer (kasnije pozatiju kao Faber and Faber) gdje je proveo ostatak karijere, stekavši s vremenom položaj direktora.

### Kasniji život u Engleskoj
29. lipnja 1927. Eliot je prešao na anglikanizam. U studenom iste godine je i službeno postao građanin Velike Britanije.
Sveučilište Harvard mu je ponudilo posao profesora za akademsku godinu 1932./33., a on ju je prihvatio i otišao u SAD, ostavivši suprugu Vivienne u Engleskoj. Tada je već bio svjestan njezinih psihičkih problema. Fizičko stanje joj se također pogoršavalo tako da su ju mučile glavobolje, nesanica, iscrpljenost i visoka temperatura. Uza sve to, psihička bolest joj je sve više napredovala pa je za vrijeme Eliotova boravka morala biti smještena u bolnici u Northumberlandu gdje je naposljetku i umrla 1947. Eliot ju nije posjećivao, ali su sve vrijeme bili službeno u braku.
Od 1946. do 1957. živio s prijateljem Johnom Davyjem Haywardom koji je prikupljao i arhivirao njegove radove.
Eliotov drugi brak je bio sretan, ali je kratko trajao. 10. siječnja 1957. je oženio Esme Valerie Fletcher. Za razliku od prve supruge, Eliot je Valerie dobro poznavao jer mu je od 1949. radila kao tajnica u izdavačkom društvu Faber and Faber. Njihov brak je bio tajan, a vjenčanju su nazočili samo roditelji mladenke. Valerie je bila 37 godina mlađa od njega.
Eliot je umro 4. siječnja 1965. u Londonu od plućnog emfizema. 

## Djela

### Pjesme
- 1917. – Prufrock and Other Observations
  - Ljubavna pjesma J. Alfreda Prufrocka
  - Portret gospođe
- 1920. – Pjesme
  - Gerontion
  - Sweeney među slavujima
  - Hipopotam
  - Šapati besmrtnosti
  - Nedjeljna jutarnja služba božja g. Eliota
  - Uspravni Sweeney
- 1922. – Pusta zemlja
- 1925. – Šuplji ljudi
- 1927. – Putovanje mudraca
- 1930. – Pepelnica
- 1945. – Četiri kvarteta

### Drame
- 1935. – Ubojstvo u katedrali
- 1939. – Obiteljsko okupljanje
- 1949. – Domjenak
- 1953. – Povjerljivi činovnik
- 1959. – Stariji državnik

### Eseji
- 1920. – Tradicija i individualni talent
- 1920. – William Blake
- 1923. – Funkcija kritike
- 1923. – Uliks – poredak i mit
- 1929. – Dante
- 1930. – Baudelaire
- 1939. – Ideja kršćanskog društva
- 1956. – Tri glasa poezije
- 1959. – Granice kritike

## Vanjske poveznice
- Biografija T. S. Eliota (eng.)  Arhivirana inačica izvorne stranice od 14. veljače 2007. (Wayback Machine)
- Djela Thomas Stearns Eliot na Projekt Gutenbergu